# جورج لويد (لاعب كرة قدم)
جورج لويد (بالإنجليزية: George Lloyd)‏ هو لاعب كرة قدم بريطاني في مركز الوسط، ولد في 11 فبراير 2000 في غلوستر في المملكة المتحدة. لعب مع نادي تشيلتنهام تاون لكرة القدم.

## وصلات خارجية
- جورج لويد (لاعب كرة قدم) على موقع قاعدة بيانات كرة القدم.إي يو (الإنجليزية)
- جورج لويد (لاعب كرة قدم) على موقع Soccerbase.com (لاعب) (الإنجليزية)